# Diggin' in the Crates Crew
The Diggin' in the Crates Crew, även känt som D.I.T.C., är ett New York-baserat hiphop-kollektiv. Namnet kommer från konsten att leta reda på album att sampla för andra låtar. Medlemmarna har fått betydande och återkommande erkännanden i såväl underground-rapkretsar (där de ofta samarbetar med oupptäckta talanger och underground-artister) som av kommersiella rappare.
Madlib producerade första spåret på Showbiz and A.G.s nya album, medan Puff Daddy och Nelly har medverkat på Fat Joes album. Dessutom har Buckwild producerat för Jay-Z och The Notorious B.I.G..